# Porta d'Aviz
La Porta d'Aviz, també referida com a Porta d'Avis, és a la freguesia de Sâo Mamede, a la ciutat i districte d'Évora, a Portugal.

## Història
L'esment més antic que es coneix a aquesta porta a les muralles de la població és del 1381.
Més tard, al 1525 fou parcialment reconstruïda per l'entrada triomfal a Évora de Caterina d'Àustria, quan es casà amb Joan III.
El 1804 fou restaurada, segons explica la inscripció commemorativa:
''NOVA PORTA DE AVIZ
ABERTA NO ANNO DA ESTERILIDADE DE 1804
SENDO REGENTE DO REINO O PRÍNCIPE D. JOÃO
PAI DESTES SEVS VASSALLOS
PIEDOSO FILHO DE D. MARIA I
OS CIDADAOS PVZERAO AQVI
AOS VINDOVROS ESTA MEMORIA''
("Nova porta d'Aviz
oberta l'any de l'esterilitat del 1804
quan era regent del regne el príncep
Joan
pare dels seus vassalls
pietós fill de Maria I
Els ciutadans posaren ací
als venidors aquesta
memòria")
Està classificada com a Monument Nacional des del 1922, i accessible al públic.

## Descripció
És una construcció de tipus militar i religiós, d'estil predominantment manierista, seguint els cànons arquitectònics de Vauban, semblant a les fortificacions d'Estremoz i Elvas. Per dins es té accés a l'ermita de Nossa Senhora do Ó. També es pot veure la porta primitiva, dins la muralla, amb restes del fresc original.